# Agent Orange

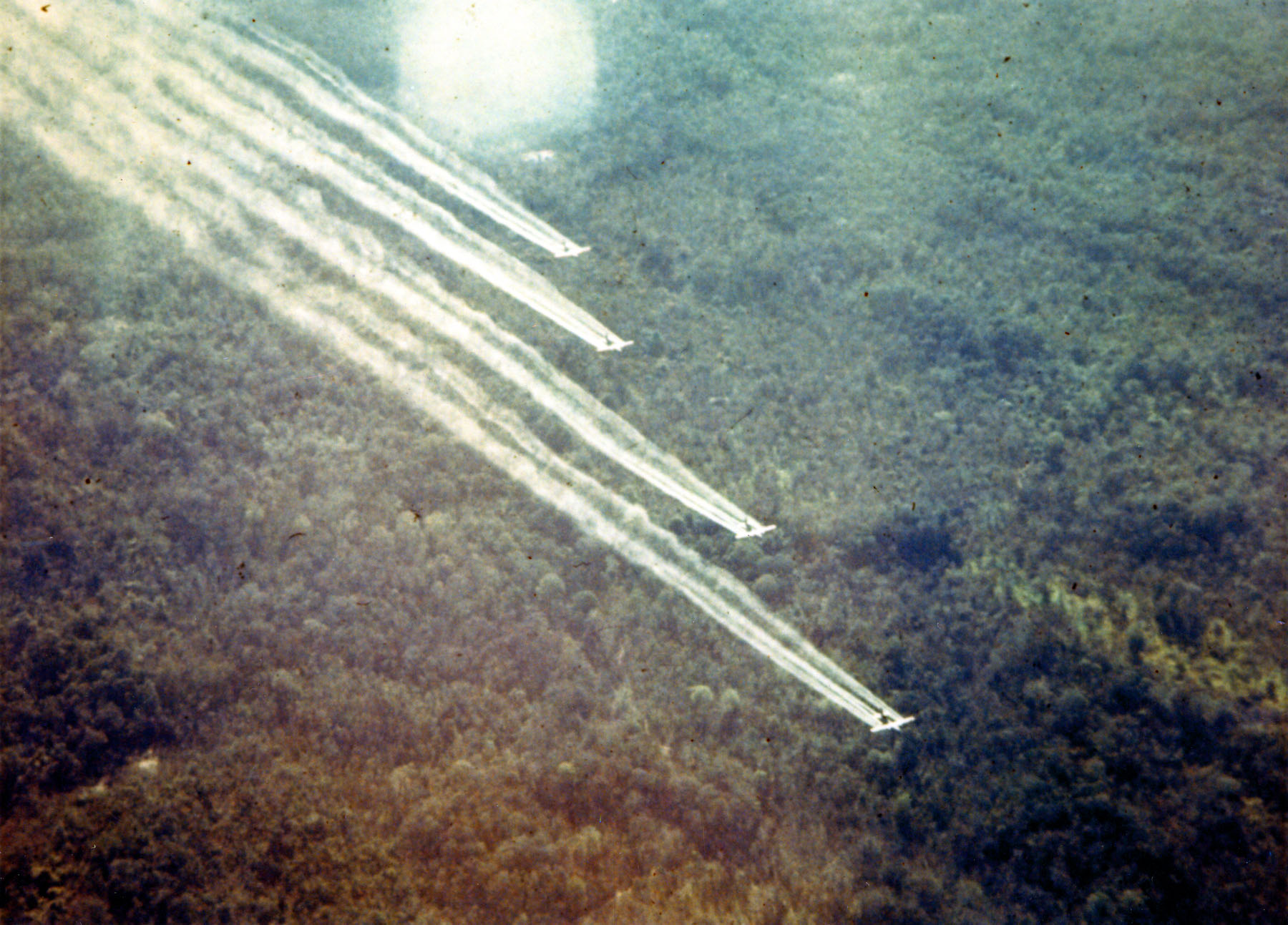
Besprutning med Agent Orange i Vietnam ca 1970.

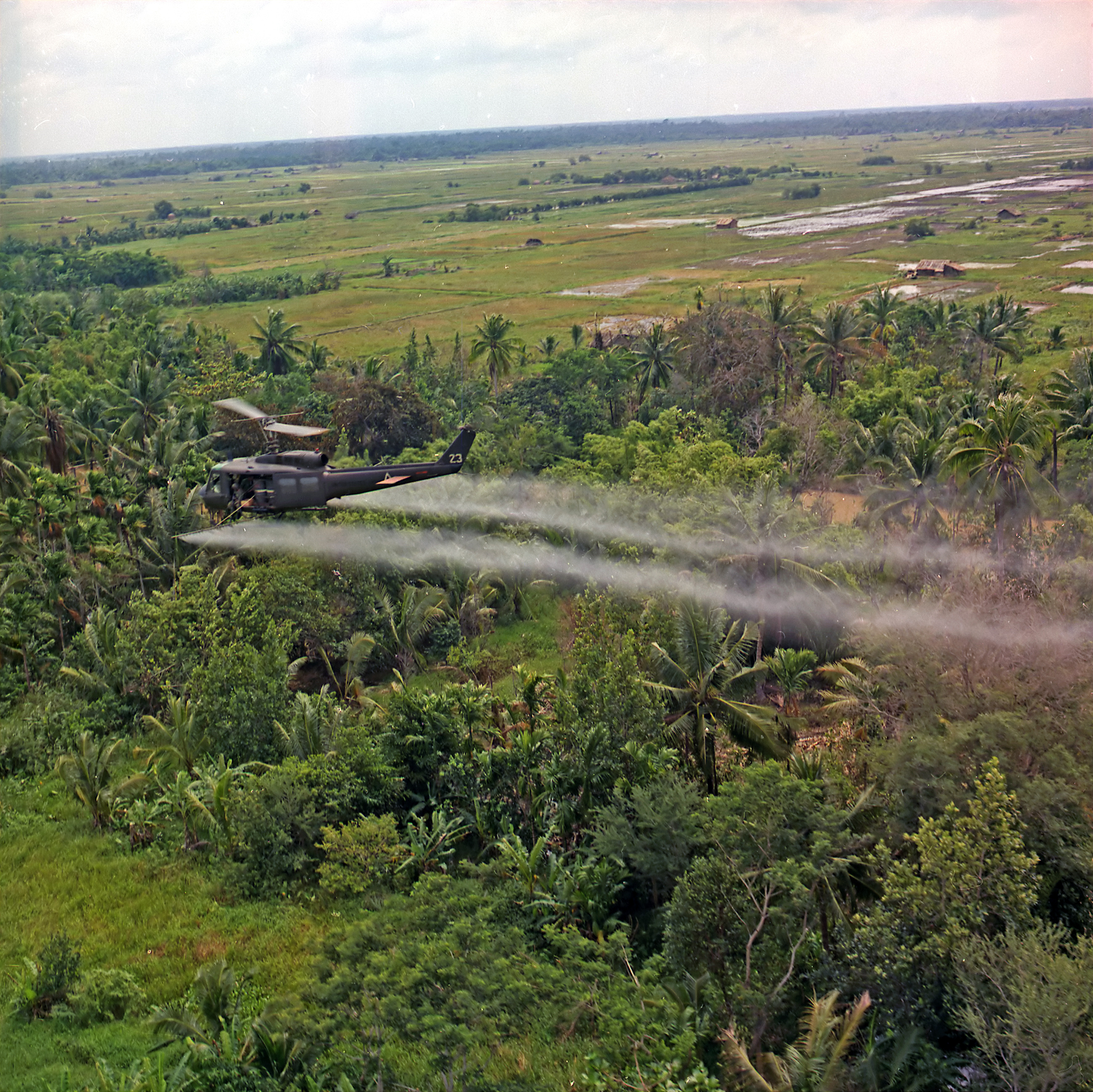
Besprutning med Agent Orange i Mekongdeltat 1969.

Agent Orange (engelska) kallas ett avlövningsmedel som bland annat användes av USA 1961–1971 i Vietnamkriget för att göra vegetationen glesare och på så sätt komma åt gömda gerillaförband (Viet Cong) och nordvietnamesiska trupper, samt begränsa tillgången till ätbara växter i krigsområdena. Motsvarande medel har även använts bland annat i Kanada, Sydkorea, Malaysia och Brasilien. Beståndsdelarna har använts som herbicid sedan 1940-talet.

## Kemisk sammansättning
Kemiskt består ämnet av lika delar 2,4,-D (2,4-diklorfenoxiättiksyra) och 2,4,5-T (2,4,5-triklorfenoxiättiksyra). Detta är samma ingredienser som i det omdebatterade och numera förbjudna svenska växtgiftet hormoslyr. Den toxiska effekten på människor tros främst bero på att 2,4,5-T tidigare producerades under sådana förhållanden att dioxin (2,3,7,8-Tetraklordibenso-p-dioxin) kunde uppstå som oönskad biprodukt. Polyklorerade dibensodioxiner (PCDD-föreningar) anses vara det giftigaste människan skapat. 
Agent Orange var kodnamnet på Herbicide Orange och Agent LNX tillsammans. Herbiciden hade namn som den färgmarkering som medlets distributionsbehållare var målad med. De olika typerna i "regnbågsserien" kallades därför Agent Purple, Agent Pink, Agent Green, Agent Blue, Agent White och Agent Orange, varav den sistnämnda visade sig vara effektivast. Flera av dessa användes före Agent Orange, och Agent White användes en kortare tid efter det att Agent Orange stoppats 1970, eftersom den inte var förorenad med PCDD.
Agent Orange tillverkades av Monsanto Corporation och Dow Chemical för den amerikanska staten.

## Användning i Vietnamkriget
En tiondel av Vietnams yta, främst i de södra och mellersta delarna av landet, besprutades med omkring 72 miljoner liter avlövningsmedel. Senare uppgifter och beräkningar gör gällande att upp till 140-150 miljoner liter kan ha använts under kriget.
Enligt Röda Korset i Vietnam har inte mindre än 3 miljoner vietnameser påverkats av Agent Orange och minst 150 000 barn fötts med missbildningar av den giftiga föroreningen (TCDD) i medlet. Enligt Vietnams utrikesminister har 4,8 miljoner vietnameser utsatts för Agent Orange. Det har resulterat i 400 000 döda eller skadade och 500 000 barn födda med missbildningar, enligt vietnamesiska uppgifter. Användningen upphörde när förekomsten av TCDD påvisats i Agent Orange.

## Medicinska effekter
Frågan om exponering för dioxin har påverkat hälsan hos det vietnamesiska folket har debatterats sedan tiden för kriget när det första djurstudierna publicerades som visade att TCDD orsakar cancer och fosterskador hos gnagare redan i mikroskopiskt små mängder. Vietnamesiska forskare har bedrivit epidemiologiska studier om effekterna av dioxiner på människors hälsa sedan slutet av 1960-talet. Studier där man jämfört vietnamesiska veteraner som tjänstgjort i söder under kriget med dem som inte befann sig söderut har visat att de som tjänstgjort söderut har ökad frekvens av cancer, nervsjukdomar, magsjukdomar, hudsjukdomar och besvär från andningsorganen. De cancerformer som förekom oftare var strupcancer, neurofibromatos, akut leukemi, kronisk leukemi, Hodgkins lymfom och Non-Hodgkins lymfom, prostatacancer, lungcancer, mjukdelssarkom och levercancer. Samma typer av sjukdomar har den amerikanska US Veterans Administration funnit hos soldater som exponerats för Agent Orange/dioxin och är med på den förteckning över tillstånd som berättigar till ersättning och behandling.  Ca 200 000 drabbade i Vietnam får en smärre månatlig ersättning.

## Saneringsåtgärder
Amerikanska myndigheter började först 2012 att bidra till arbetet för att sanera marker och vattendrag i Vietnam från Agent Orange. USA bidrar med motsvarande cirka 275 miljoner kronor i projektet som utförs av amerikanska företag i samarbete med Vietnams försvarsdepartement. Saneringen görs i området runt Danangs flygplats, som var en förvaringscentral för medlet under kriget. 